# Moonlighter
Moonlighter est un jeu indépendant d'action RPG développé par le studio espagnol Digital Sun et sorti pour Microsoft Windows, macOS, Linux, PlayStation 4 et Xbox One le 29 mai 2018,,,. Une version Nintendo Switch est sortie le 5 novembre 2018. Le jeu a été rendu disponible pour iOS et Android en novembre 2020 et septembre 2021, mais a ensuite été retiré du marché sur ces supports,. La version mobile a été rééditée pour iOS et Android le 24 mai 2022 via Netflix Games. Une version Stadia développée par 11 bit studios en partenariat avec Crunching Koalas est sortie le 1er juillet 2021,. Une extension, sous-titrée Between Dimensions, est sortie le 23 juillet 2019.

## Système de jeu
Moonlighter permet au joueur de gérer sa boutique pendant la journée et d'explorer la nuit. La tenue du magasin implique la gestion des articles et le reccueil d'argent, que le joueur peut investir pour améliorer la ville et ajouter des services comme un fabricant de potions et un forgeron. Ces améliorations de ville permettent au joueur de fabriquer des armes, des armures et des potions de santé, d'embaucher un travailleur à temps partiel pour vendre des choses pendant la journée, ainsi que d'améliorer l'équipement des personnages. La nuit, le joueur peut explorer des donjons et affronter des hordes d'ennemis, qui lâchent du butin en cas de défaite. Le butin peut également être trouvé dans les coffres une fois que le joueur a quitté une pièce. Le jeu est divisé en quatre donjons différents, les donjons Golem, Forêt, Désert et Tech,,.

## Accueil
Sur Metacritic, Moonlighter a reçu des critiques mitigées sur les plateformes PC et des critiques positives sur les autres,,,,. Il a été nommé pour « Jeu indépendant préféré des joueurs » et « Jeu de rôle préféré des joueurs » aux Gamers' Choice Awards.